# 正しい偽りからの起床
『正しい偽りからの起床』（ただしいいつわりからのきしょう）は、日本の音楽ユニットずっと真夜中でいいのに。の1枚目のミニアルバムである。2018年11月14日発売。発売元はEMI Records。

## 背景とリリース
ずっと真夜中でいいのに。としての初めて販売された作品。初回生産限定盤、通常盤の2形態で発売。収録楽曲は6曲にオフボーカル（インスト）6曲を加えた全12曲で共通である。初回生産限定盤は豪華 真夜中の魔法使えそうなBOX仕様となり、Music Video アート集とACAね解説付き全曲コード譜が付属する。
このミニアルバムはオリコン、Billboard JAPANなど主要チャートで上位にランクインするスマッシュヒットを記録し、翌年発表されたCDショップ大賞の入賞作品に選出されるなど音楽的評価も集まった。現在初回生産限定盤は在庫終了で入手困難となっているため、ファンの間ではプレミア化することとなった。
| 形態           | 規格 | 規格品番   |
| -------------- | ---- | ---------- |
| 初回生産限定盤 | CD   | UPCH-29308 |
| 通常盤         | CD   | UPCH-20497 |

## チャート成績
オリコンの2018年11月26日付の週間ランキングで最高8位を記録。

## 収録曲
| 全作詞: ACAね。 |                                       |           |               |                                                    |                                                      |      |
| #               | タイトル                              | 作詞      | 作曲          | 編曲                                               |                                                      | 時間 |
| 1.              | 「秒針を噛む」                        | ACAね     | ACAね, ぬゆり | ぬゆり                                             | アディショナルアレンジ: Naoki Itai (MUSIC FOR MUSIC) | 4:18 |
| 2.              | 「ヒューマノイド」                    | ACAね     | ACAね         | 関口昌大, ラムシーニ, Naoki Itai (MUSIC FOR MUSIC) |                                                      | 4:19 |
| 3.              | 「サターン」                          | ACAね     | ACAね         | 久保田真悟                                         |                                                      | 4:10 |
| 4.              | 「雲丹と栗」                          | ACAね     | ACAね         | 100回嘔吐                                          |                                                      | 4:32 |
| 5.              | 「脳裏上のクラッカー」                | ACAね     | ACAね         | 100回嘔吐                                          | アディショナルアレンジ: Naoki Itai (MUSIC FOR MUSIC) | 4:29 |
| 6.              | 「君がいて水になる」                  | ACAね     | ACAね         | 有機酸                                             |                                                      | 4:46 |
| 7.              | 「秒針を噛む (Instrumental)」         | ACAね     |               |                                                    |                                                      | 4:18 |
| 8.              | 「ヒューマノイド (Instrumental)」     | ACAね     |               |                                                    |                                                      | 4:18 |
| 9.              | 「サターン (Instrumental)」           | ACAね     |               |                                                    |                                                      | 4:09 |
| 10.             | 「雲丹と栗 (Instrumental)」           | ACAね     |               |                                                    |                                                      | 4:32 |
| 11.             | 「脳裏上のクラッカー (Instrumental)」 | ACAね     |               |                                                    |                                                      | 4:29 |
| 12.             | 「君がいて水になる (Instrumental)」   | ACAね     |               |                                                    |                                                      | 4:45 |
| 合計時間:       | 合計時間:                             | 合計時間: | 合計時間:     | 合計時間:                                          | 53:12                                                |      |

## カバー
秒針を噛む
- Morfonica［倉田ましろ（進藤あまね）］ - ゲーム『バンドリ! ガールズバンドパーティ!』に収録（2020年5月10日追加）[5]。

ヒューマノイド
- Afterglow［美竹蘭（佐倉綾音）］ - ゲーム『バンドリ! ガールズバンドパーティ!』に追加収録（2021年7月1日追加）[6]。